# Ablain-Saint-Nazaire
Ablain-Saint-Nazaire là một xã trong vùng Hauts-de-France, thuộc tỉnh Pas-de-Calais, quận Arras, tổng Vimy. Tọa độ địa lý của xã là 50° 23' vĩ độ bắc, 02° 42' kinh độ đông. Ablain-Saint-Nazaire nằm trên độ cao trung bình là 95 mét trên mực nước biển, có điểm thấp nhất là 77 mét và điểm cao nhất là 188 mét. Xã có diện tích 9,85 km², dân số vào thời điểm 1999 là 1843 người; mật độ dân số là 187 người/km².

## Thông tin nhân khẩu
| 1926  | 1931  | 1936  | 1946  | 1954  | 1962  | 1968  | 1975  | 1982  | 1990  | 1999  |
| ----- | ----- | ----- | ----- | ----- | ----- | ----- | ----- | ----- | ----- | ----- |
| 1 070 | 1 098 | 1 035 | 1 116 | 1 071 | 1 295 | 1 293 | 1 388 | 1 482 | 1 715 | 1 843 |